# Sankt Hermann
Sankt Hermann ist ein Wallfahrtsort und Gemeindeteil von Bischofsmais im niederbayerischen Landkreis Regen.

## Lage
Sankt Hermann liegt etwa 500 Meter westlich des Ortskerns von Bischofsmais.

## Geschichte
Um 1322 ließ sich hier der Laienbruder Hermann aus dem Kloster Niederaltaich nieder. Der Einsiedler, der über die Gabe der Weissagung verfügte, wurde von zahlreichen Rat- und Hilfesuchenden aufgesucht. Er zog 1323 weiter in den Bayerischen Wald  und baute eine neue Zelle, aus der schließlich der Ort Frauenau entstand. Nach seinem Tod 1326 wurde er in Rinchnach begraben.
1344 erbaute Degenhard, ebenfalls ein Laienbruder aus Niederaltaich, eine Zelle, die laut Max Peinkofer am Hang der Oberbreitenau lag. Er lebte hier bis zu seinem Tod im Jahr 1374 und wurde in der Kapelle begraben. Seine Kapelle wurde im Dreißigjährigen Krieg zerstört. Degenhards Geschichte verband sich mit der Hermanns, so dass Degenhard zuweilen als Nachfolger in Hermanns Zelle gilt, was der Heimatforscher Joseph Klämpfl als irrige Annahme zurückwies. Klämpfl sah vielmehr in Degenhard den Erbauer der ursprünglichen Zelle von Sankt Hermann.
Im frühen 17. Jahrhundert entstand die Brunnenkapelle, die das Ziel vieler Pilger aus der Umgebung wurde. Besonders während und nach dem Dreißigjährigen Krieg blühte die Wallfahrt auf. Die Einsiedeleikapelle wurde 1690 von Grund auf erneuert.
Populär wurde der Wallfahrtsort nicht zuletzt durch das „Hirmon-Hopsen“, wobei eine hölzerne, noch heute vorhandene Hermannsfigur mit beweglichem Haupt angehoben wurde. Wenn das Haupt nickte, galt dies als Zeichen, dass Bitten und Anliegen erhört wurden. 1875 anlässlich der Erneuerung der Wallfahrt wurde statt des beweglichen alten Kopfes ein neues, feststehendes Haupt aufgeklebt. Verschiedene Untersuchungen beschäftigten sich mit dem Brauch des Hirmonhopsens, und Otto von Schaching schrieb um 1895 den Roman Der Hirmonhopser von Bischofsmais. Noch in seinem erstmals 1947 erschienenen Heimatbuch Der Brunnkorb beschrieb Max Peinkofer das Hirmonhopsen als praktizierten Brauch. Demnach war die Holzfigur während der beiden Festtage 10. August und 24. August in der Brunnenkapelle aufgestellt und diente namentlich als Heiratsorakel: „Die Mädchen fassen die Figur mit beiden Händen und heben sie vorsichtig hoch. Neigt sich der Heilige auf die Hopserin zu, macht er ihr zu wissen, daß schon ein Hochzeiter in Aussicht stehe.“
Westlich der Kirche befindet sich der „Ochsentritt“, um den sich eine eigene Legende rankt. Im August wird alljährlich zweimal die „Hirmonskirwa“ gefeiert, nämlich an den Namenstagen der Wallfahrtspatrone, dem des heiligen Laurentius am 10. August und dem des heiligen Bartholomäus am 24. August.

## Sehenswürdigkeiten
- Wallfahrtskirche St. Bartholomäus. Sie wurde von 1653 bis 1654 erbaut und 1656 geweiht. Die gewölbte Decke wurde im 19. Jahrhundert durch eine Flachdecke ersetzt. Im Hochaltar von 1722 befindet sich ein Altarblatt des seligen Hermann von Joseph Rauscher aus dem Jahr 1720.
- Einsiedeleikapelle. Sie stammt aus dem Jahr 1690. Im Inneren befindet sich ein Kreuzweg mit Hinterglasmalerei. Die älteste der Hunderte von Votivtafeln stammt aus dem Jahr 1646. In einem Gitterschränkchen wird die Holzfigur aufbewahrt, die zum Hirmon-Hopsen benutzt wurde.
- Hermannszelle. Die abgetrennte Hermannszelle geht vielleicht auf den seligen Hermann zurück, nach anderer Ansicht wurde sie ursprünglich als Aufbewahrungskammer der Votivgaben errichtet. Hier befinden sich hölzerne Hände, Füße, Beine und Krücken, die zum Dank für eine Heilung gestiftet wurden.
- Brunnenkapelle. Die Rundkapelle aus dem Jahr 1611 befindet sich über der gefassten Hermannsquelle und ist wie die beiden anderen Bauwerke mit Schindeln gedeckt. Sie wurde von dem Landrichter Hans Hundt als Erfüllung eines Gelübdes erbaut. In ihr ist in einem Kästchen das „Käsewunder“ aufbewahrt.